# David Bourdon
David Bourdon (* 15. Oktober 1934; † 27. März 1998 in New York) war ein amerikanischer Journalist, Kunstkritiker und Buchautor.
Bourdon war von 1966 bis 1971 Feuilletonredakteur beim Life-Magazin, anschließend Journalist beim Smithsonian und von 1983 bis 1986 Redakteur bei der Vogue. Bourdon schrieb zahlreiche Beiträge über die zeitgenössische Kunst und Kultur; er veröffentlichte Monografien über Christo oder Andy Warhol.
Aufgrund langjähriger Freundschaft zu dem Pop-Art-Künstler Warhol konnte Bourdon ein detailliertes Bild der 1960er skizzieren, obwohl Aufzeichnungen von anderen Warhol Biographen wie Victor Bockris oder Stephen Shore abweichende Darstellungen geben. Bourdon spielte 1964 in Warhols Experimentalfilm Batman Dracula eine Nebenrolle.
David Bourdon galt als Kenner der Warholschen Factory.

## Schriften
- Christo. Wrapped: Reichstag, Berlin 1971–1995 mit Christo, Jeanne-Claude und Wolfgang Volz. Überarbeitete Ausgabe Taschen Verlag 2002, ISBN 3-8228-5504-9 (zum Verhüllten Reichstag)
- Warhol. DuMont, Köln 1989, ISBN 3-7701-2338-7.